# Mv orpheus
MV Orpheus est un navire de croisière lancé le 25 mars 1947, et achevé en 1948 par le chantier harland & Wolff à Belfast en tant que munster (4) pour B&I Line (en). 
Il a remplacé le munster (3) de 1938 qui a coulé en 1940, les années passèrent et en 1967 le navire commençait à paraître ancien comparé aux nouveaux navires à passager de type Roll on Roll off.
il fut vendu en 1969 à la compagnie Epirotiki Lines.
Son nom fut remplacé par Theseus pendant à peu près un an pour finalement reprendre le nom de Orpheus. La compagnie Epirotiki le mit en chantier pendant deux ans afin de le faire correspondre à la réalité du marché en diminuant la capacité d’accueil et en augmentant le confort pour les passagers (1500 à 372) rajoutant une piscine et en redessinant les chambres.
Il fut envoyé en Amérique où il partit naviguer entre l'Alaska le Mexique et Panama pendant une durée de un an. 
Il repartit ensuite en Grèce pour rester en Méditerranée. 
En 1974 Mv Orpheus fut affrété par la compagnie Swan hellenic (en), une firme qui opérait depuis 20 ans dans le secteur de la croisière.
En dépit de son âge Mv Orpheus était très populaire aux yeux des passagers britanniques mais finalement au milieu des années 1980 il devenait difficile pour ce navire de cacher son âge.
Swan hellenic le fit remplacer par le Minerva. Le navire fut désarmé en 1998 puis démantelé en 2000.